# Herbert Loch
Herbert Loch, nemški general, * 5. avgust 1886, † 28. oktober 1976.